# Bruchophagus rostandi
Bruchophagus rostandi är en stekelart som först beskrevs av Girault 1915.  Bruchophagus rostandi ingår i släktet Bruchophagus och familjen kragglanssteklar. Inga underarter finns listade.